# Еболавируси
Еболавируси су група вируса из рода еболавируса, који се налази унутар породице филовируса. Узрокује хеморагијску еболавирусну грозницу или класичну еболу, болест која спада у групу од четири вирусне хеморагијске грознице, која се карактерише следећим симптомима: болови мишића, изненадно повраћање, пораст телесне температуре, општа слабост, бол у грлу и главобоље. Није пронађена одговарајућа терапија за успешно лечење, а вакцина за превенцију болести је у завршној фази истраживања.
Болест изазвана еболавирусом преноси се директним контактом са телесним течностима инфициране особе или преко животиња.
Еболавирусни геном састоји се од једноланчаних (негативних) РНК.

## Назив
Вирус и болест коју он изазива добили су име по малој реци Ебола у Демократској Републици Конго (раније Заиру) која тече на западу ове земље, јер је са обала ове реке, северно од села Јамбуку, пореклом болесник од кога је добијен изолат вируса, који је и први пут препознат 1976. године у болници коју су водиле часне сестре фламанке.
Име вируса је касније измењено након проналаска различитих изолата вируса (нпр. заирски еболавирус, судански еболавирус, рестонски еболавирус).

## Епидемиологија
Епидемија изазвана вирусом Ебола јавила се у два наврата 1976. године, прво у Судану а затим у Демократској Републици Конго, други пут крајем августа 1976. године. Епидемија еболе у Демократској Републици Конго резултовала је смртношћу од скоро 90%. Укупно је у Заиру идентификовано 318 случајева еболе, а 280 је резултовало смрћу.
Појава додатних 284 случаја од којих је умрло 151 болесника догодила се у близини Јужног Судана у неповезаној епидемији. Мисија болнице „Јамбуку” у истоименом селу затворена је након што је у њој умрло 11 од 17 чланова медицинског тима. Такође су заражене и белгијске монахиње који су служили заједници, а троје је умрло, након што је група болесника пребачена у Киншасу.
СЗО је, угрожен епидемиолошки рад екипа на терену помогла стерилизацијом медицинске опреме и пружањем заштитне одеће медицинском особљу. А мали Конгоански ваздухоплови ангажовани су за снабдевање тима и обилазак оболелих у 550 села у тој области.

### Резервоар и начини преноса вируса
Природни резервоар вируса није јасно доказан. Као један од могућих резервоар вируса Ебола сматрају се воћни слепи мишеви (или летипси), код којих су доказана еболавирусна РНК антитела, али нису дефинитивно потврђени као главни резервоари ЕБОВ Иако је доказан пренос вируса са слепих мишева на људе, још се са сигурношћу не може рећи који су главни резервоари и путеви преношења вируса.
Болест је утврђена и међу горилама, али и међу свињама.
Интерхумани пренос вируса се углавном одвија преко контакта са крвљу и секретом (урин, пљувачка, столица, повраћани садржај) болесника и контактом са лешевима умрлих. Употреба сировог меса заражених животиња и контактом са лешинама заражених животиња такође се може пренети инфекција.
Вирус се може задржати у ејакулату мушкараца и до три месеца, па се еболавирус може класификовати као изазивач полно преносиве болести.
У епидемијама вирус се преноси са болесника директним контактом здраве особе са крвљу или другим телесним течностима заражених, како живих тако и преминулих. Вируси се не преносе ваздухом ни комарцима, а болесници постају заразни и почињу излучивати вирусе након појаве симптома.
Еболавируси су осетљиви на уобичајене дезинфицијенсе (натријум хипоклорит, једињења фенола, метил алкохол, етар, 2% глутаралдехид, бета-пропиолактон, формалдехид) и детерџенте попут натријум-лаурилсулфат, а инактивирају се излагањем температури од 60 °C након 30 до 60 минута или прокувавањем у трајању од пет минута. Прживљавају врло кратко у спољној средини, посебно на површинама изложеним сунчевој светлости.

## Класификација
Унутар породице филовируса постоје три рода: еболавируси, марбургвируси, узрочник карантинске и високопатогене марбуршке хеморагијске грознице, и квевавируси са једном врстом за коју инфекција код људи није позната.
Род еболавируса се дели на пет одвојених врста: заирски еболавирус, судански еболавирус, рестонски еболавирус, еболавирус шуме Таи и еболавирус Бундибуџо.
Вирус Еболе (EBOV)
Прва врста која је откривена имала уједно највећу смртност је вирус Еболе. Смртност ове врсте вируса је у просеку око 83% у просеку у протеклих 27 година. Ова врста вируса је најчешће узрокована избијањем инфекције и његовом везом са другим вирусима.
Судански вирус (SUDV)
Друга врста вируса која се појавила у готово исто време као и вирус Еболе, код једног радника у фабрици дувана у граду Нзара, у Судану, који је могуће био изложен природном резервоару вируса. Научници су тестирали све животиње и инсекте на том подручју и нису нашли опрему. Ширење болести се наставило услед неадекватних хигијенско-епидемиолошких мера за заштиту медицинског особља. Последња епидемија је била у мају 2004. године са 20 потврђених случајева инфекције, од којих је 5 умрло.
Рестонски вирус (RESTV)
Ова врста откривена је током епидемије хеморагичне грознице код макаки мајмуна који се хране раковима 1989. године у америчком граду Рестону. Ова врста није патогена за људе, иако је болест пријављена на Филипинима, Италији и Тексасу.
Еболавирус шуме Таи (TAFV)
Ова врста вируса откривена је међу мајмунима у шумама Обале Слоноваче. Једна од научница која је радила некропсије тела мртвих мајмуна развила је симптоме денге (вирусна болест чији тежи облици могу бити слични хеморагијској грозници). Током 6 недеља, потпуно је поправио.
Вирус Бундибуџо (BDBV)
У новембру 2007. потврђено је избијање еболе у округу Бундибуџо у Уганди, а касније је утврђено да се ради о новој врсти вируса. Према званичном извештају владе Уганде током епидемије, било је око 149 оболелих са укупно 37 смртних случајева.

## Структура
Електронска микрографија еболавируса показује да он има филаментну структуру карактеристичну за филовирусе (Filoviridae). Вирион је цилиндрично/тубуларног изгледа са омотачем вируса, нуклеокапсидом, који носи негативни РНК геном. Цилиндри су у пречнику око 80 nm, и опасани су вирусно кодираним гликопротеином (ГП) који се пројектује формирање спикуле 7-10 nm у дужини од површине липидног двослоја. Цилиндри су променљиве дужине, обично 800 nm, али понекад достижу и 1.000 nm.
Спољни вирусни омотач вирион изведен је из одвојене плазма мембране ћелије домаћина на подручјима где су делови ГП убачени током своје биосинтезе. Сваки ГП молекул је одвојен од следећих око10 nm.
ВП40 и ВП24 вирусни протеини налазе се између омотача и нуклеокапсида у простору поља.
Централну структуру вириона чини нуклеокапсид, који се састоји од вирусних протеина везаних за РНК негативну линеарну 18-19 кб полиаденилациону 3 'или 5' кеп структуру; РНК је обавијена спирално и комплексом беланчевина НП, ВП35, ВП30 и Л. Хеликс је пречника 80 nm и садржи централни канал пречника 20-30 nm.

### Геномска структура еболавируса
Док се у ћелијским организмима налазе увек обе врсте нуклеинских киселина ДНК и РНК, код вируса долази само једна од њих. Нуклеинске киселине су саставни део вирусних партикула, а различити вируси садрже у честици различите износе нуклеинских киселина. Вируси нуклеинске киселине представљају геном вируса. Геном је скуп гена организма садржаног у хаплоидном хромозомском сету. За разлику од целуларних организама, код вируса и РНК може бити носилац генетичке информације, па се разликују РНК-вируси и ДНА-вируси.
Овај вирусни геном кодира седам структурних протеина и један неструктурни протеин, који носе важне сигнале за контролу транскрипције, репликације и паковања вирусних геномова у нове вирионе. Секције НП, ВП35 и Л гена из филовируса идентификоване су као ендогене у геномима неколико група малих сисара.

## Имунопатогенеза
Циљно место инфекције су ендотелне ћелије, макрофаге и дендритичне ћелије. Након инфекције у зараженим ћелија прво се синтетизује вирусно сегрегирани гликопротеин (скраћено sGP). Заражени леукоцити такође служе као носиоци вируса, које транспортује кроз тело у регионалне лимфне чворове где се настављају репликације вируса, а затим слободни вируси и инфицирани моноцити преко лимфне микроциркулације улазе у крвоток и инфестирају макрофаге и дендритичне ћелије у слезини, јетри, лимфним чворовима и другим органима. Унутар солидних органа вирус инфицира и паренхиматозне ћелије при чему долази до некрозе и карактеристичне ликвефакције органа.
Еболавирус потом репликацијом синтетизује протеине у инфицираним ћелијама имунолошке одбране домаћина. Гликопротеин вируса, А гликопротеин, формира трансмитер, којом допрема вирус до ендотелијалних ћелија које покривају унутрашњу површину крвних судова.
Такође гликопротеин (скраћено ГП) формира димер који омета сигнализацију неутрофила (врсте белих крвних зрнаца у крви ), што омогућава вирусу да избегне инхибиторно деловање имуног система, инхибицијом ране фазе активације неутрофила. Заражени леукоцити такође служе као носиоци вируса, које транспортује кроз тело у органе као што су лимфни чворови, јетра, плућа и слезина.
Ендотелне ћелије су инфициране тек у каснијој фази инфекције и заједно са макрофагама, производе велике количине проинфламаторних интерлеукина IL-1β и IL-6, факторе некрозе тумора TNF-α, типа I, али и IL-10, који инхибира имунски одговор и индукује апоптозу лимфоцити Т. Т лимфоцити су отпорни на еболавирусну инфекцију, али подлежу значајној апоптози која резултује лимфопенијом, која се у смртоносним облицима инфекције назва „имунска парализа”.
Цитопатски ефекат инфекције ендотелијалних ћелија, потом доводе до губитка васкуларног интегритета синтезом ГП, што смањује интегрин и специфичне интегрине одговоре ћелијских адхезионих интрацелуларних структура и оштећења јетре, а то може изазвати коагулопатију (која може бити праћена хеморагијским манифестацијама, којима се карактеришу многе, али не и све инфекције еболом).
Инфекције филовирусима такође ометају правилно функционисање урођеног имуносистема. Протеински еболавируси разоружају део одговора људског имуносистема тако што вирусне инфекције ометају способност ћелија да произведу и реагују на интерферон као што су интерферон алфа, бета и гама. Ова интерференција се одвија кроз структурне протеине ВП24 и ВП35 еболавируса.
Када је ћелија инфицирана еболавирусом, рецептори у цитосолу ћелије (као што риг-И и МДА5 ) или ван цитосола (као што су Толични рецептори 3, 7, 8 и 9), који препознају инфективне молекуле повезане са вирусом. Када се ови рецептори активирају, протеини као регулатор фактор интерферона 3 и регулаторног фактор интерферона 7 иницирају сигналну каскаду која доводи до експресије интерферона тип 1. Тип 1 интерферон се онда ослобађа и везују за рецепторе IFNAR1 и IFNAR2 експримиране на површини суседних ћелија.
Када се интерферон придружио својим пријемницима на суседним ћелијама, активирају се сигнални протеини STAT1 и STAT2 који прелазе у једро ћелије. Они активира експресију гена које стимулишу интерферон, и који кодирају протеине који имају антивирусна својства. Протеин на V24  еболавирусе онемогућава протеину STAT1 сигнализацију између суседних ћелија у једру и тиме спречава стварање антивирусних протеина. Други протеин еболавируса који се зове V35 директно инхибира производњу интерферона-бета.
За разлику од лимфоцита Т, током еболавирусне инфекција не долази до значајне апоптозе лимфоцита
Б, али ове ћелије не учествују у контроли акутне инфекције. Међутим, присуство антитела специфичних за вирусе неопходно је да контролише ширење вируса у каснијој фази, и највероватније, за резолуцију инфекције.